# Acide alpha

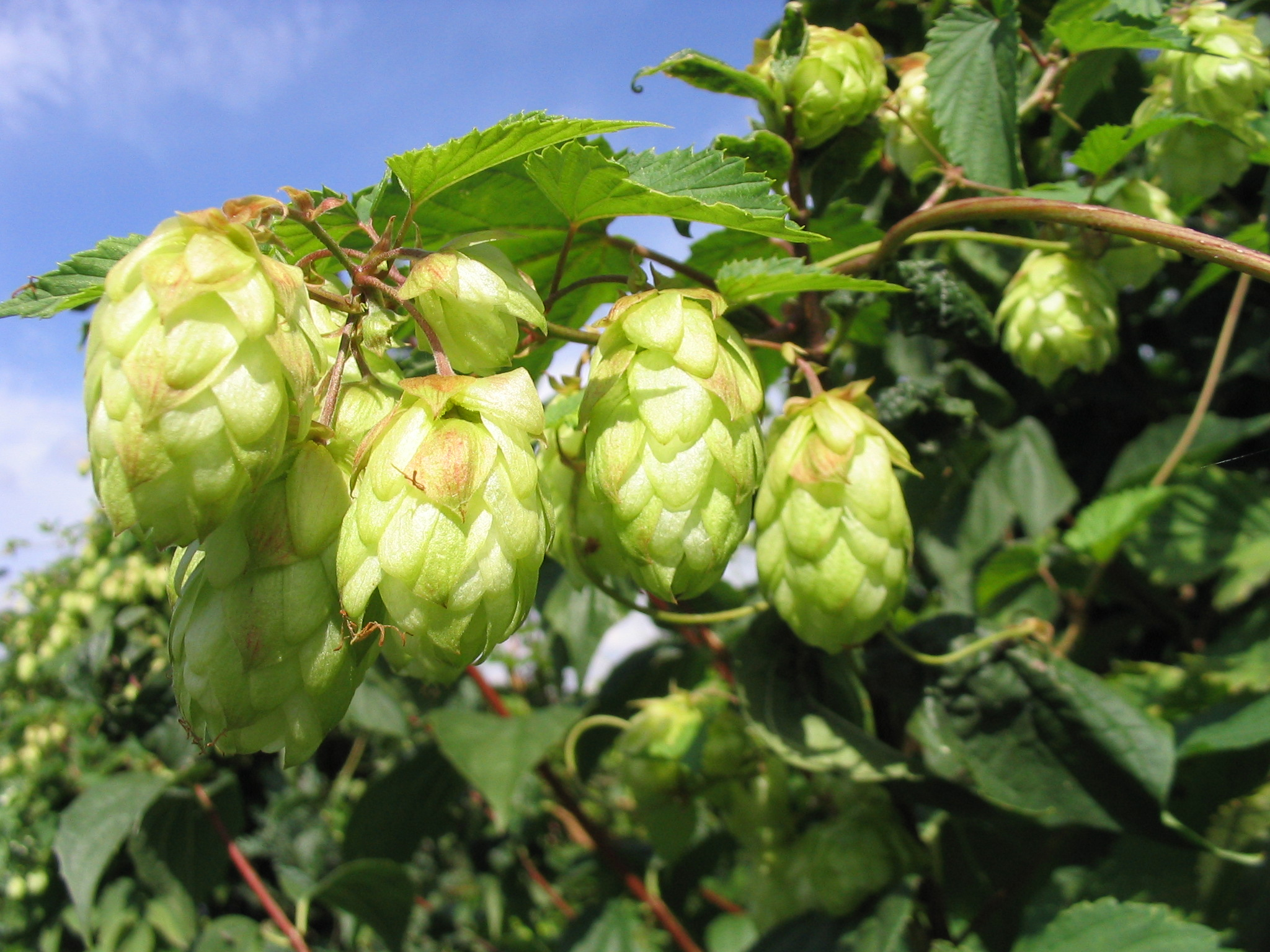
Cône femelle de houblon.

Les acides alpha (ou alpha-acides) sont une famille de composés chimiques qui ont une grande importance dans la fabrication de la bière. Ils sont dérivés de la lupuline, naturellement présente dans les cônes femelles du houblon. Chimiquement ce ne sont pas des acides carboxyliques, car leur fonction hydroxyle est en position alpha du groupe carbonyle et non sur le même atome de carbone.

## Composés

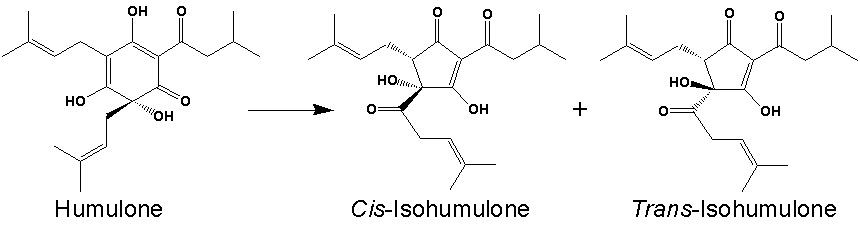
Transformation de l'humulone en isohumulones

Parmi ces composés figurent l'humulone, l'adhumulone, la cohumulone, les isohumulones, la posthumulone et la préhumulone. Les trois premiers représentent la majorité des acides alpha de la bière.

## Propriétés et utilisation
Ces composés à la saveur amère contribuent notablement au goût de la bière. Ayant par ailleurs un effet antibactérien, ils en facilitent également la conservation.
Outre leur intérêt culinaire, ils ont des propriétés anti-inflammatoires et peuvent contribuer à la prévention de certains désordres métaboliques (diabète, syndrome métabolique ou maladies cardio-vasculaires), notamment en modifiant le profil lipidique du sang[réf. obsolète].